# Projekt edukacyjny
Projekt edukacyjny – metoda nauczania kształtująca wiele umiejętności oraz integrująca wiedzę z różnych dyscyplin (przedmiotów). Istotą metody projektów jest samodzielna praca służąca do realizacji do określonego przedsięwzięcia (zadania lub problemu dydaktycznego i wychowawczego), w oparciu o wcześniej przyjęte hipotezy.

## Projekt edukacyjny w Polsce
W porównaniu z amerykańskimi projektami edukacyjnymi, te rzadko kiedy zajmowały się rozwiązaniem postawionego problemu. Celem takich projektów było samodzielne zdobywanie nowej wiedzy oraz nabywanie umiejętności współpracy oraz podziału obowiązków w grupie. Nad realizacją projektu czuwał jeden z nauczycieli placówki, będący jednocześnie jego opiekunem.
Wykonanie projektu edukacyjnego podczas nauki w gimnazjum było obowiązkowe od 20 sierpnia 2010 roku do końca roku szkolnego 2016/2017, zobowiązując wszystkich uczniów od roku szkolnego 2010/2011 do jego wykonania. Stanowił jeden z warunków ukończenia nauki w gimnazjum.
Informacja o ukończeniu projektu umieszczana była na świadectwie szkolnym oraz na zaświadczeniu o jego realizacji, potrzebnego do okazania przy naborze do szkół ponadgimnazjalnych.

### Po reformie w 2017 roku
Reforma systemu oświaty z 2017 roku nie uwzględniła obowiązku realizacji projektu edukacyjnego w przywróconych w reformie ośmioklasowych szkołach podstawowych.

## Projekt edukacyjny w USA
W USA projekty częściej zawierają postawione problemy oraz są one rozwiązywane przez uczniów. Wymaga od uczniów w gimnazjum poznania kluczowych dla dziedziny, w której jest postawiony problem pojęć oraz zaobserwowania otaczającego ich świata. Dzięki temu uczniowie bardziej rozumieją, jak wykorzystać nabyte w szkole wiadomości w przyszłym życiu osobistym, czy zawodowym. Ma to również zaangażować ich w działalność poznawczą w danej dziedzinie.